# Mulsanteus xingu
Mulsanteus xingu là một loài bọ cánh cứng trong họ Elateridae. Loài này được Ball & Maddison miêu tả khoa học năm 1987.